# Turn off the Lights
Turn off the Lights este un film românesc din 2012 regizat de Ivana Mladenović. Rolurile principale au fost interpretate de actorii Papan Chilibar, Alexandru Mititelu.

## Distribuție
Distribuția filmului este alcătuită din:
- Cristian Dragomir
- Alexandru Mititelu
- Gyani Versace
- Papan Chilibar